# Acromitus
Acromitus is een geslacht van neteldieren uit de familie van de Catostylidae.

## Soorten
- Acromitus flagellatus (Haeckel)
- Acromitus maculosus Light, 1914